# Ricardo Ibarlucía
Ricardo Ibarlucía (Ciudad de Buenos Aires, 28 de octubre de 1961) es un filósofo argentino, investigador principal del Consejo Nacional de Investigaciones Científicas y Técnicas (CONICET), profesor de la Universidad Nacional de San Martín (UNSAM) y miembro del Centro de Investigaciones Filosóficas (CIF), especializado en estética y filosofía del arte.

## Trayectoria académica
Ricardo Ibarlucía cursó la Licenciatura en Filosofía en la Universidad de Buenos Aires (UBA) y obtuvo su Doctorado en Filosofía en la UNSAM. Expresidente del CIF y director actualmente del Instituto de Filosofía “Ezequiel de Olaso” (CIF/CONICET), edita el Boletín de Estética e integra el comité asesor de la revista Aisthesis. Pratiche, linguaggi e saperi dell'estetico.
En el transcurso de su formación, realizó estancias de investigación en Alemania, España y Francia. Desde 2008 se desempeña como profesor de Estética y Problemas de Estética contemporánea en la Escuela de Humanidades y la Escuela Interdisciplinaria de Altos Estudios de la UNSAM. A lo largo de su extensa carrera docente, ha enseñado estética en la Facultad de Filosofía y Letras de la UBA y en las universidades del Litoral y La Plata. Ha sido conferencista invitado de la Università degli Studi di Firenze, la Università di Bologna, la Freie Universität Berlín, la Universidad Complutense y la Universidad Carlos III de Madrid, así como de diversas universidades latinoamericanas y argentinas. Desde 2019 integra el Consejo Científico del Centro Universitario Argentino-Alemán (CUAA: Deutsch-Argentinisches Hochschulzentrum, DAHZ).
Su área de trabajo es el análisis conceptual y la historia de las teorías estéticas. Entre sus obras principales, se destacan ¿Para qué necesitamos las obras maestras? Escritos sobre arte y filosofía (2022), Belleza sin aura. Surrealismo y teoría del arte en Walter Benjamin (2020) y sus ediciones de los escritos del filósofo argentino Luis Juan Guerrero (1898-1957). En 2025, la editorial italiana Efesto publicó L'organizzazione del pessimismo. Saggi su avanguardia, fotografia e cinema in Walter Benjamin, con prefacio de Dario Gentili, libro aún inédito en español.

## Crítica y traducciones
Como crítico y traductor, cabe mencionar sus trabajos sobre Paul Celan, Louis Aragon, Franz Kafka y el voluminoso estudio Vampiria (2002), en colaboración con Valeria Castelló-Joubert, sobre la construcción del mito del vampiro en la narrativa romántica y postromántica, donde se recogen traducciones de relatos de Ernst Raupach, E.T.A. Hoffmann, Charles Nodier, Guy de Maupassant, Théophile Gautier, Edgar Allan Poe y Eric Count Steanbock, entre otros.
Ha traducido, además, textos filosóficos de Alexander G. Baumgarten, Immanuel Kant, Georg Simmel, Walter Benjamin, Gershom Scholem, Emmanuel Lévinas, Philippe Descola, Jean-Marie Schaeffer y Jean-Pierre Cometti En el campo de la literatura, ha publicado traducciones, entre otros, de Paul Celan, Ingeborg Bachmann, André Breton, Hugo Claus, Haroldo de Campos y Allen Ginsberg, la mayoría de ellas en las páginas de la revista Diario de Poesía. Ha traducido también escritos de Le Corbusier, Jean-Luc Godard y Werner Herzog.

## Actividad editorial
En 2004 fundó el Boletín de Estética, publicación del Programa de Estética y Filosofía del arte del CIF. De 2012 a 2020 fue miembro del comité editorial de la Revista Latinoamericana de Filosofía. Integró el Consejo de Dirección de Diario de Poesía (1986-2012), revista creada por Daniel Samoilovich, en la que se desempeñó también como presidente del Grupo Editorial.
Entre 1992 y 1995 fue editor de la Compañía Editora Espasa Calpe (al frente de la “Biblioteca de Literatura Hispanoamericana” de la Colección Austral, la Biblioteca Breve de Seix Barral y la serie de ensayos de Ariel) y hasta 1997 de la Editorial Planeta. Durante este período tuvo a su cargo la edición de El tamaño de mi esperanza, Inquisiciones y El idioma de los argentinos de Jorge Luis Borges y las Obras completas de Ernesto Sábato.
Participó del comité de redacción de la revista La ciudad futura, dirigida por José Aricó, Juan Carlos Portantiero y Jorge Tula. Fue editor cultural del diario La Razón durante la gestión de Jacobo Timerman (1984-1985) y del semanario El Ciudadano (1988-1989).

## Producción artística
Entre otros trabajos, es autor de la traducción de Misa satánica (1999), propuesta escénica realizada por Albrecht Schöne de la “Noche de Walpurgis” de Johann Wolfgang Goethe, representada por Rubén Szuchmacher, Alejandro Tantanian y Edgardo Rudniztky. Con Tantanian, tradujo y adaptó La ópera de tres centavos (2004) de Bertolt Brecht, dirigida por Betty Gambartes, trabajo a partir del cual creó el espectáculo Con/versiones Brecht para la Noche de los Museos Buenos Aires-Berlín, con arreglos musicales de José Luercho e interpretación de Elena Roger.
En 2006 dio a conocer Woyzeck por Woyzeck, obra inspirada en Georg Büchner, estrenada en el Teatro Municipal General San Martín bajo la dirección de Emilio García Wehbi, con quien colaboró también en El matadero 5: Aullido y la adaptación de Dolor exquisito de Sophie Calle. En 2014 estrenó en el Centro de Experimentación del Teatro Colón Velada Fantomas. Opereta radiofónica, basada en un texto de Robert Desnos con música de Kurt Weill, dirigida por Walter Jakob y Agustín Mendilaharzu.
Selecciones de sus poemas han aparecido en Diario de Poesía y en la revista Amsterdam Sur.

## Premios
Ha sido galardonado con el Premio Leonardo del Museo Nacional de Bellas Artes (1998), el Premio Konex (2004) por Diario de Poesía, el Premio Konex (2006) en Estética, Teoría e Historia del Arte, la “Distinción por el Reconocimiento Recibido” del Rectorado de la Universidad de Buenos Aires (2008), el Premio Teatro del Mundo (Traducción, 2016) y el Premio Konex (2024) en Letras: Ensayo filosófico.

## Libros

#### Libros
- L'organizzazione del pessimismo. Saggi su avanguardia, fotografia e cinema in Walter Benjamin (Prefazione di Dario Gentili; traduzione e curatella di Facundo Bey), Roma: Edizioni Efesto, coll. Piani di Salvezza, 2025, 298 págs. ISBN 9788833816760.
- ¿Para qué necesitamos las obras maestras? Escritos sobre arte y filosofía. Buenos Aires: Fondo de Cultura Económica, col. Arte universal, 2023, 161 págs. ISBN 9789877193510
- Belleza sin aura. Surrealismo y teoría del arte en Walter Benjamin. Buenos Aires y Barcelona: Miño y Dávila, col. Historia del arte argentino y latinoamericano dirigida por José Emilio Burucúa, 2020, 446 págs, 2020. ISBN 978-84-18095-22-1.
- Estéticas del siglo XVIII. Conversaciones sobre D'Holbach, Herder, Gerard, Diderot, Kames, Hamann (Ed.).  Buenos Aires: Centro de Investigaciones Filosóficas, 2019, 191 págs. ISBN 978-987-29834-9-9.
- Hechos y valores en filosofía teórica, filosofía práctica y filosofía del arte (Comp. en colab. con Diana. I. Perez). Buenos Aires: Centro de Investigaciones Filosóficas/Sociedad Argentina de Análisis Filosófico, 2016, 228 págs. ISBN 978-987-29834-4-4.
- Vampiria. Veinticuatro historias de revinientes en cuerpo, upires, brucolacos y otros chupadores de sangre (en colab. con Valeria Castelló-Joubert), Buenos Aires, Adriana Hidalgo, col. El otro lado/Clásicos, 2001 (Buenos Aires, 5ª ed., Madrid, 2ª ed., 2019), 624 págs. ISBN 978-987-4159-07-6 (Arg.) y 978-84- 16287-01-7 (España).
- Onirokitsch. Walter Benjamin y el surrealismo. Buenos Aires: Editorial Manantial, 1998, 128 págs. ISBN 987-500-023-X

#### Ediciones críticas
- Guerrero, Luis Juan, La conciencia histórica en el siglo XVIII (edición al cuidado). Buenos Aires y Bahía Blanca: 17 grises editora, 2023. 106 págs. ISBN 978-987-1724-61-1.
- Olaso, Ezequiel de, Escepticismo e Ilustración: la crisis pirrónica de Hume y Rousseau (edición al cuidado). Buenos Aires: Centro de Investigaciones Filosóficas, 2019, 153 págs. ISBN 978-987-29834-8-2.
- Canal Feijóo, Bernardo, Escritos profanos (Selección, edición crítica e introducción en colab. con Gisela Fabbian). Buenos Aires: 17grises Editora, 2019, 123 págs. ISBN 978-987-1724-16-1.
- Guerrero, Luis Juan, Qué es la belleza y otros ensayos (Estudio preliminar y edición). Buenos Aires: Editorial Biblos, col. Pasajes/Serie Mayor,      2017, 185 págs. ISBN 978-987-691-561-8.
- Baumgarten, Alexander G., Estética breve (Prólogo, selección, traducción y notas) Buenos Aires: Centro de Investigaciones Filosóficas, col. Excursus, 2014, 56 págs. ISBN 978-987-29834-2-0.
- Cometti, Jean-Pierre, Exterior Arte. Estética y formas de vida (Edición y traducción), Buenos Aires: Editorial Biblos, col. Pasajes, 2014, 175 págs. ISBN 950-786-447-4.
- Schaeffer, Jean-Marie, Arte, objetos, ficción, cuerpo: cuatro ensayos sobre estética (Prólogo, traducción y edición). Buenos Aires: Editorial Biblos, col. Pasajes, 2012, 124 págs. ISBN 987-691-005-1.
- Guerrero, Luis Juan, Estética operatoria en sus tres direcciones I. Revelación y acogimiento de la obra de arte. Estética de las manifestaciones artísticas (Estudio preliminar. Apéndice bibliográfico y edición al cuidado), Buenos Aires: Biblioteca Nacional, UNSAM, Las Cuarenta. 2008, 460 págs. ISBN 978-987-1501-00-7.
- Kafka, Franz, Contemplación/ La metamorfosis/ En la colonia penitenciaria (Estudio preliminar y traducción en colab. con Valeria Castelló-Joubert). Buenos Aires: Editorial Biblos, col. Clásicos Universales, 2008 (2ª. ed. 2020), 159 págs. ISBN 978-950- 786-669-2.
- Raupach, Ernst, Laß die Toten ruhen/Dejad a los muertos en paz (Edición y traducción). Buenos Aires: Centro Germano-Argentino (DAAD- UBA), 2005, 81 págs. ISBN 0-8436-1073-5.
- Aragon, Louis, Una ola de sueños (Estudio preliminar, traducción y notas). Buenos Aires: Editorial Biblos, col. Pasajes, 2004, 124 págs. ISBN 950-786-447-4.
- Sabato, Ernesto, Obra completa: Narrativa (Edición a cargo). Buenos Aires: Seix Barral, 1996, 951 págs. ISBN 950-731-165-3.
- Sabato, Ernesto. Obra completa: Ensayos (Edición a cargo). Buenos Aires: Seix Barral. 1996, 782 págs. ISBN 9789507311536.

#### Artículos, estudios críticos y otros textos en español y otros idiomas
- Puede consultarse una selección en este link.

#### Teatro
- Woyzeck por Woyezck (Prólogo de Emilio García Wehbi). Buenos Aires: añosluz, col. La doble herida, 2012.
- Goethe, Johann Wolfgang von, Misa satánica. Propuesta de Albrecht Schöne para una adaptación teatral de la “Noche de Walpurgis” (Versión castellana, notas y epílogo. Estudio preliminar de Ulrich Merkel). Buenos Aires: Editorial Biblos, col. Pasajes, 2003. 96 págs. ISBN 950-786-345-1